# Mercado Central (Santa Ana)
El Mercado Central de Santa Ana es una de las principales plazas comerciales  de la ciudad de Santa Ana (El Salvador). A su vez es el más antiguo de la localidad y forma parte de su centro histórico.
Desde la época colonial el mercado de la ciudad se encontraba ubicado en la plaza pública (tal y como sucedía en cualquier otra población de estilo español); pero posteriormente el 8 de junio de 1886, por acuerdo ejecutivo del presidente Francisco Menéndez se dispuso a que se construyera un parque en la plaza pública santaneca (siendo este originalmente nombrado como Parque Guzmán, que luego en honor al centenario del primer movimiento independentista en 1911 se lo bautizaría como parque Libertad); debido a ello el concejo municipal decidió buscar ideas para la construcción de un nuevo mercado, aceptándose el 11 de agosto de 1887 la idea presentada por los contratistas y arquitectos estadounidenses David Clark y José Mc. Ilivaine, el acuerdo final se firmó el 18 de octubre de ese mismo año, el nuevo mercado (conocido en la actualidad como Mercado Central) fue construido en el barrio de San Sebastián en la cuarta avenida sur entre la primera y tercera calle poniente, su costo fue de aproximadamente $21,143.00 que fue desembolsado totalmente por la compañía anónima fundada por Clark e Ilivaine que posteriormente se hizo cargo del mercado durante 50 años; el mercado fue construido en 24 meses siendo finalizado y puesto en servicio en 1890, tras lo cual la compañía anónima de Clark e Ilivaine se hizo cargo de la administración del lugar durante 50 años hasta el 19 de abril de 1940 cuando pasó a propiedad de la alcaldía municipal, asimismo luego de ser inaugurado el mercado la alcaldía prohibió las ventas fijas en calles y plazas públicas, así como también no permitió que personas u compañías fundaran otro mercado que compitiera con el recién establecido durante le período de duración del contrato.